# Mehdi Torabi
Mehdi Torabi (tiếng Ba Tư: مهدی ترابی; sinh ngày 10 tháng 9 năm 1994) là một cầu thủ bóng đá chuyên nghiệp người Iran hiện thi đấu ở vị trí tiền vệ cho câu lạc bộ Persepolis tại Persian Gulf Pro League và đội tuyển quốc gia Iran.

## Thống kê sự nghiệp

### Câu lạc bộ
Tính đến 27 tháng 10 năm 2022
| Club          | Division      | Season        | League | League | Hazfi Cup | Hazfi Cup | Asia | Asia  | Other | Other | Total | Total |
| Club          | Division      | Season        | Apps   | Goals  | Apps      | Goals     | Apps | Goals | Apps  | Goals | Apps  | Goals |
| ------------- | ------------- | ------------- | ------ | ------ | --------- | --------- | ---- | ----- | ----- | ----- | ----- | ----- |
| Saipa         | Pro League    | 2013–14       | 5      | 0      | 0         | 0         | —    | —     | _     | _     | 5     | 0     |
| Saipa         | Pro League    | 2014–15       | 23     | 1      | 2         | 0         | —    | —     | _     | _     | 25    | 1     |
| Saipa         | Pro League    | 2015–16       | 24     | 1      | 3         | 0         | —    | —     | _     | _     | 30    | 1     |
| Saipa         | Pro League    | 2016–17       | 25     | 4      | 2         | 0         | —    | —     | _     | _     | 22    | 4     |
| Saipa         | Pro League    | 2017–18       | 27     | 10     | 1         | 0         | —    | —     | _     | _     | 28    | 10    |
| Saipa         | Pro League    | 2018–19       | 14     | 1      | 2         | 3         | —    | —     | _     | _     | 16    | 4     |
| Saipa         | Total         | Total         | 118    | 17     | 10        | 3         | —    | —     | _     | _     | 128   | 20    |
| Persepolis    | Pro League    | 2018–19       | 14     | 1      | 3         | 0         | 6    | 1     | _     | _     | 23    | 2     |
| Persepolis    | Pro League    | 2019–20       | 26     | 11     | 4         | 1         | 2    | 0     | _     | _     | 32    | 12    |
| Persepolis    | Total         | Total         | 40     | 12     | 7         | 1         | 8    | 1     | _     | _     | 55    | 14    |
| Al-Arabi      | QSL           | 2020–21       | 9      | 2      | 2         | 0         | —    | —     | _     | _     | 11    | 2     |
| Al-Arabi      | Total         | Total         | 9      | 2      | 2         | 0         | —    | —     | _     | _     | 11    | 2     |
| Persepolis    | Pro League    | 2020–21       | 14     | 4      | 3         | 1         | 6    | 2     | 1     | 0     | 24    | 7     |
| Persepolis    | Pro League    | 2021–22       | 26     | 3      | 2         | 1         | 2    | 1     | 0     | 0     | 30    | 5     |
| Persepolis    | Pro League    | 2022–23       | 11     | 0      | 0         | 0         | —    | —     | —     | —     | 11    | 0     |
| Persepolis    | Total         | Total         | 51     | 7      | 5         | 2         | 8    | 3     | 1     | 0     | 65    | 12    |
| Career Totals | Career Totals | Career Totals | 218    | 38     | 24        | 6         | 16   | 4     | 1     | 0     | 259   | 48    |

### Quốc tế
Tính đến ngày 7 tháng 2 năm 2024.
| Iran | Iran | Iran |
| Năm  | Trận | Bàn  |
| ---- | ---- | ---- |
| 2015 | 7    | 3    |
| 2016 | 4    | 1    |
| 2017 | 2    | 0    |
| 2018 | 10   | 2    |
| 2019 | 7    | 0    |
| 2020 | 0    | 0    |
| 2021 | 3    | 0    |
| 2022 | 6    | 1    |
| 2023 | 6    | 0    |
| 2024 | 4    | 0    |
| Tổng | 49   | 7    |

### Bàn thắng quốc tế
Tính đến ngày 10 tháng 11 năm 2022.
| #  | Ngày                 | Địa điểm                                     | Số trận | Đối thủ    | Bàn thắng | Kết quả | Giải đấu                      |
| -- | -------------------- | -------------------------------------------- | ------- | ---------- | --------- | ------- | ----------------------------- |
| 1. | 11 tháng 6 năm 2015  | Sân vận động Bunyodkor, Tashkent, Uzbekistan | 1       | Uzbekistan | 1–0       | 1–0     | Giao hữu                      |
| 2. | 3 tháng 9 năm 2015   | Sân vận động Azadi, Tehran, Iran             | 3       | Guam       | 6–0       | 6–0     | Vòng loại FIFA World Cup 2018 |
| 3. | 13 tháng 10 năm 2015 | Sân vận động Azadi, Tehran, Iran             | 5       | Nhật Bản   | 1–0       | 1–1     | Giao hữu                      |
| 4. | 7 tháng 6 năm 2016   | Sân vận động Azadi, Tehran, Iran             | 10      | Kyrgyzstan | 3–0       | 6–0     | Giao hữu                      |
| 5. | 11 tháng 9 năm 2018  | Sân vận động Bunyodkor, Tashkent, Uzbekistan | 18      | Uzbekistan | 1–0       | 1–0     | Giao hữu                      |
| 6. | 16 tháng 10 năm 2018 | Sân vận động Azadi, Tehran, Iran             | 19      | Bolivia    | 2–1       | 2–1     | Giao hữu                      |
| 7. | 10 tháng 11 năm 2022 | Sân vận động Azadi, Tehran, Iran             | 36      | Nicaragua  | 1–0       | 1–0     | Giao hữu                      |